# Georg August Forstén

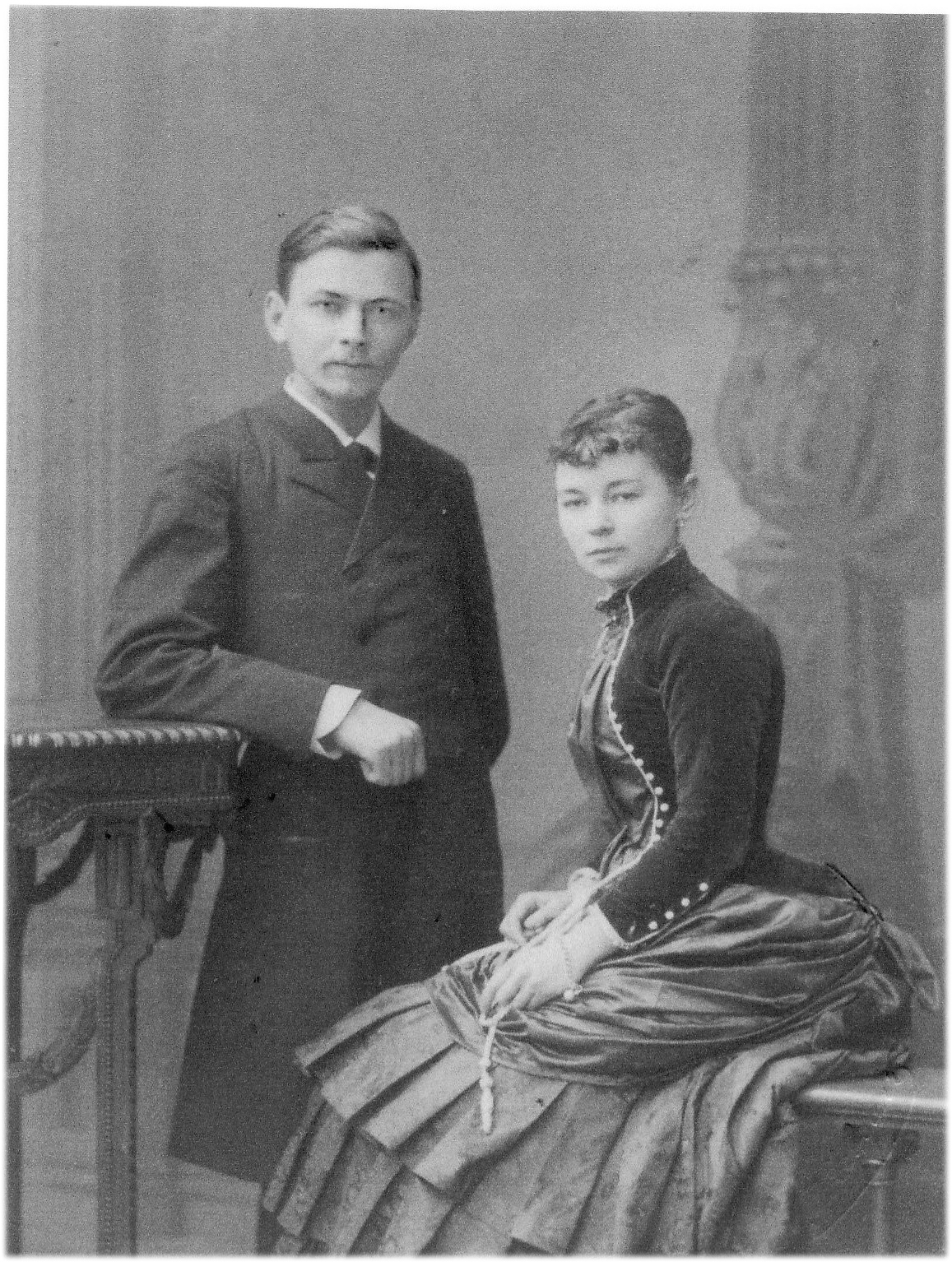
Georg August Forstén med fru, 1880-talet.

Georg August Forstén (Georgij Vasiljevitj Forsten, ryska: Георгий Васильевич Форстен), född 11 juni 1857 i Fredrikshamn, död 3 augusti 1910 i Jorois, var en finländsk-rysk historiker.
Georg August Forstén var son till Torsten Wilhelm Forstén och Konstanz Antonia Malinovskaya. Han studerade från 1877 vid Sankt Petersburgs universitet, där han 1885 blev filosofie magister, År 1887 kallades till docent och, efter att från 1893 ha varit e.o. professor vid historisk-filologiska institutet, 1896 utnämndes till e.o. professor i allmän historia samt 1899 till ordinarie professor i nya tidens historia. År 1894 promoverades han till filosofie doktor. 
Forsténs forskning gällde företrädesvis striden om Östersjöherraväldet. Sedan han i Akti i pisma k. istorij Baltijskago voprosa v XVI i XVII stoljelijah (Akter och brev till Östersjöfrågans historia under 1500- och 1600-talen, två band, 1889, 1893) samlat urkunder rörande Östersjöfrågan, utgav han sitt på omfattande arkivforskningar stödda arbete Baltijskij vopros v XVI i XVII stoljelijah 1544-1648 (Östersjöfrågan under 1500- och 1600-talen) i två band, av vilka det förra (1893) skildrar striden om Livland, det andra (1894) Sveriges kamp med Polen och Habsburgska huset.